# Ceratopsyche kozhantschikovi
Ceratopsyche kozhantschikovi är en nattsländeart som först beskrevs av Martynov 1924.  Ceratopsyche kozhantschikovi ingår i släktet Ceratopsyche och familjen ryssjenattsländor. Inga underarter finns listade i Catalogue of Life.